# Circonscriptions législatives de la province de Samar du Nord
La province de Samar du Nord aux Philippines est constituée de deux circonscriptions législatives, chacune représentée par un député à la Chambre des représentants. 

## Histoire
Jusqu'à la création de la province en 1967, les habitants de ses territoires votaient dans la première circonscription de Samar. Sous le régime de Ferdinand Marcos, la province est intégrée à la Région VIII de 1978 à 1984. La Constitution de 1987 établit deux circonscriptions dans Samar du Nord.

## Première circonscription
- Municipalités : Allen, Biri, Bobon, Capul, Catarman, Lavezares, Lope de Vega, Mondragon, Rosario, San Antonio, San Isidro, San Jose, San Vicente, Victoria
- Population (2015) : 336 265[2]

| Période               | Député           |
| --------------------- | ---------------- |
| 8e Congrès 1987-1992  | Raul A. Daza     |
| 9e Congrès 1992-1995  | Raul A. Daza     |
| 10e Congrès 1995-1998 | Raul A. Daza     |
| 11e Congrès 1998-2001 | Harlin C. Abayon |
| 12e Congrès 2001-2004 | Harlin C. Abayon |
| 13e Congrès 2004-2007 | Harlin C. Abayon |
| 14e Congrès 2007-2010 | Paul R. Daza     |
| 15e Congrès 2010-2013 | Raul A. Daza     |
| 16e Congrès 2013-2016 | Harlin C. Abayon |
| 16e Congrès 2013-2016 | Raul A. Daza     |
| 17e Congrès 2016-2019 |                  |

1. 1 2  Harlin C. Abayon est disqualifié par le tribunal de la Chambre des représentants pour cause de fraude électorale. Son opposant, Raul A. Daza, le remplace le 23 mai 2016[4],[5]. La Cour suprême des Philippines contredit cette décision, sans que la Chambre des représentants ne change sa position[6].

## Deuxième circonscription
- Municipalités : Catubig, Gamay, Laoang, Lapinig, Las Navas, Mapanas, Palapag, Pambujan, San Roque, Silvino Lobos
- Population (2015) : 296 114[2]

| Période               | Député               |
| --------------------- | -------------------- |
| 8e Congrès 1987-1992  | Jose L. Ong, Jr.     |
| 9e Congrès 1992-1995  | Wilmar P. Lucero     |
| 10e Congrès 1995-1998 | Wilmar P. Lucero     |
| 11e Congrès 1998-2001 | Romualdo T. Vicencio |
| 12e Congrès 2001-2004 | Romualdo T. Vicencio |
| 13e Congrès 2004-2007 | Romualdo T. Vicencio |
| 14e Congrès 2007-2010 | Emil L. Ong          |
| 15e Congrès 2010-2013 | Emil L. Ong          |
| 16e Congrès 2013-2016 | Emil L. Ong          |
| 17e Congrès 2016-2019 | Edwin S. Ongchuan    |

1. ↑  Meurt durant son mandat.

## Circonscription unique (disparue)
| Période                     | Député                      |
| --------------------------- | --------------------------- |
| 6e Congrès 1965-1969        | Eladio T. Balite            |
| 6e Congrès 1965-1969        | Eusebio Moore               |
| 7e Congrès 1969-1972        | Raul A. Daza                |
| Batasang Pambansa 1984-1986 | Edilberto A. Del Valle, Sr. |

1. ↑  Élu député de la 1re circonscription de Samar en 1965 avant la création de Samar du Nord. Meurt durant son mandat le 24 août 1967.
2. ↑  Premier député formellement élu dans la nouvelle province de Samar du Nord par l'élection partielle organisée le 14 novembre 1967 pour remplacer Eladio T. Balite[7].
3. ↑  Fut aussi le représentant régional à l'Assemblée nationale de 1978 à 1984.